# Oreochromis niloticus
La tilapia del Nilo (Oreochromis niloticus (Linnaeus, 1758)) è un pesce della famiglia dei Ciclidi, originario delle acque dolci di vasta parte dell'Africa centro-settentrionale nonché di Israele e aree adiacenti. Numerose popolazioni introdotte sopravvivono anche al di fuori del suo areale naturale. È anche conosciuto in commercio come pesce mango, nilotica o boulti. Il primo nome, tuttavia, può far confondere facilmente con un'altra specie di tilapia molto commercializzata, la tilapia mango (Sarotherodon galilaeus).

## Descrizione

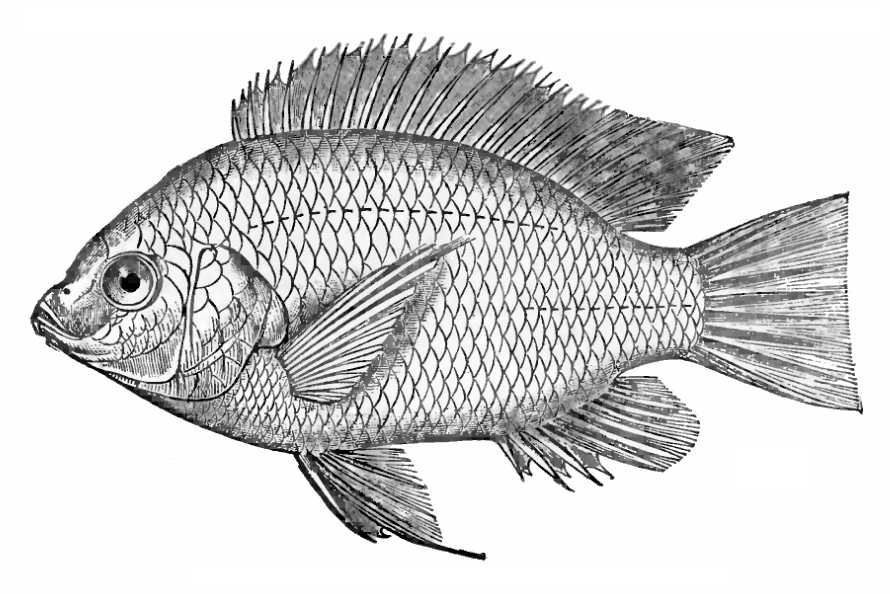
O. n. niloticus

La tilapia del Nilo può raggiungere i 60 centimetri di lunghezza e superare i 5 kg (11 libbre) di peso. Come tipico delle tilapie, i maschi possono raggiungere una taglia più grande e crescono più velocemente delle femmine.
Le tilapie selvatiche del Nilo della variante naturale sono complessivamente brunastre o grigiastre, spesso con bande indistinte sul corpo, mentre la coda è a strisce verticali. Durante il periodo di riproduzione, i maschi diventano rossastri, specialmente sulle pinne. Sebbene comunemente confusa con la tilapia blu (O. aureus), questa specie non ha un motivo caudale a strisce e ha un bordo rosso sulla pinna dorsale (questo bordo è grigio o nero nella tilapia del Nilo), e i maschi sono in genere bluastri durante la stagione riproduttiva. Le due specie possono anche essere distinte per meristica. Poiché molte tilapia in acquacoltura e introdotte in tutto il mondo sono varianti allevate selettivamente e/o ibridi, identificarle utilizzando le caratteristiche standard che possono essere utilizzate in natura, non è possibile. Il virtualmente sconosciuto O. ismailiaensis ha una coda semplice, ma per il resto somiglia molto (e può essere solo una variante) alla tilapia del Nilo. Indipendentemente da ciò, O. ismailiaensis potrebbe essere estinto, poiché il suo unico habitat conosciuto nell'Egitto nord-orientale è scomparso, sebbene individui dall'aspetto simile (forse lo stesso) siano noti nelle vicinanze.
La tilapia del Nilo può vivere per più di 10 anni.

## Distribuzione e habitat
La tilapia del Nilo è originaria di ampi areali dell'Africa, ad eccezione del Maghreb e di quasi tutta l'Africa meridionale. È indigena in particolare dell'Africa occidentale tropicale, del bacino del Lago Ciad e di gran parte del sistema del Nilo, inclusi i laghi Tana, Alberto, Edoardo e Dweru, nonché i laghi Kivu, Tanganica e Turkana e i fiumi Awash e Omo. In Israele, è originario dei bacini fluviali costieri. È stato ampiamente introdotto altrove, sia in Africa che in altri continenti, comprese decine di paesi in Asia, Europa, Nord America e Sud America. In questi luoghi diventa spesso altamente invasivo, minacciando gli ecosistemi e le specie autoctone. Tuttavia, alcune popolazioni introdotte storicamente etichettate come tilapia del Nilo sono ibridi o un'altra specie; la tilapia del Nilo e la tilapia blu in particolare sono spesso confuse tra di loro.
La tilapia del Nilo può essere trovata nella maggior parte degli habitat di acqua dolce, come fiumi, torrenti, canali, laghi e stagni, e vanno dal livello del mare ad un'altitudine di 1800 metri. Può essere trovata anche in acque salmastre, ma non è in grado di sopravvivere a lungo termine in piena acqua salata. La specie è stata osservata a temperature dell'acqua comprese tra 8 e 42 °C, sebbene tipicamente tra 13 e 33°C, e il limite letale superiore di solito è 39–40 °C. Inoltre, alcune variazioni si verificano a seconda della popolazione. Ad esempio, le popolazioni nella parte settentrionale del suo areale sopravvivono fino alle temperature più fredde, mentre le popolazioni isolate nelle sorgenti calde nel bacino dell'Awash e nel fiume Suguta vivono generalmente in acque di almeno 32-33 °C. La riproduzione avviene generalmente solo quando l'acqua raggiunge almeno i 24 °C.

## Biologia

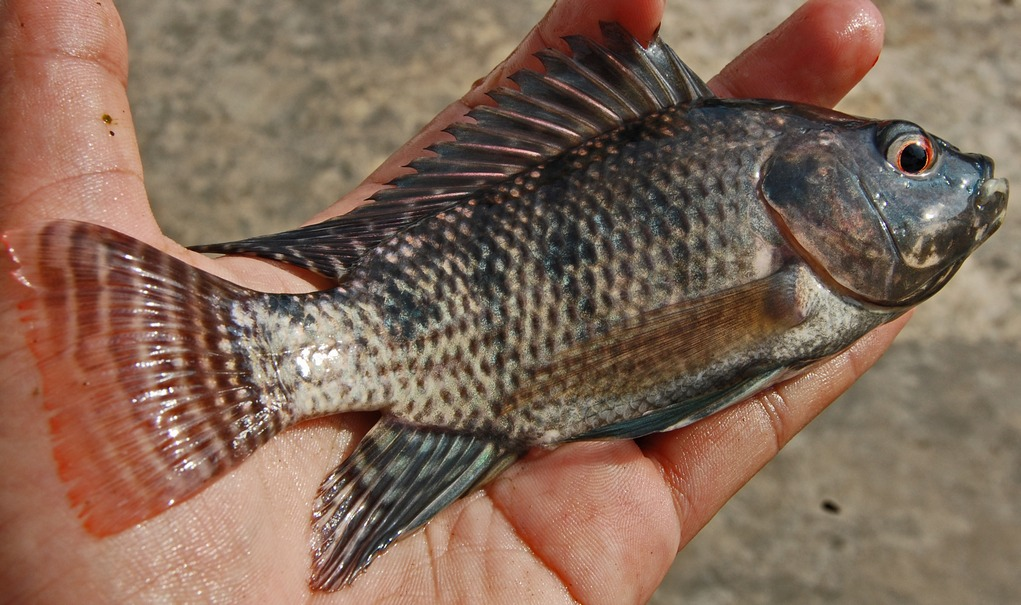
Esemplare maschio, a Lumajang

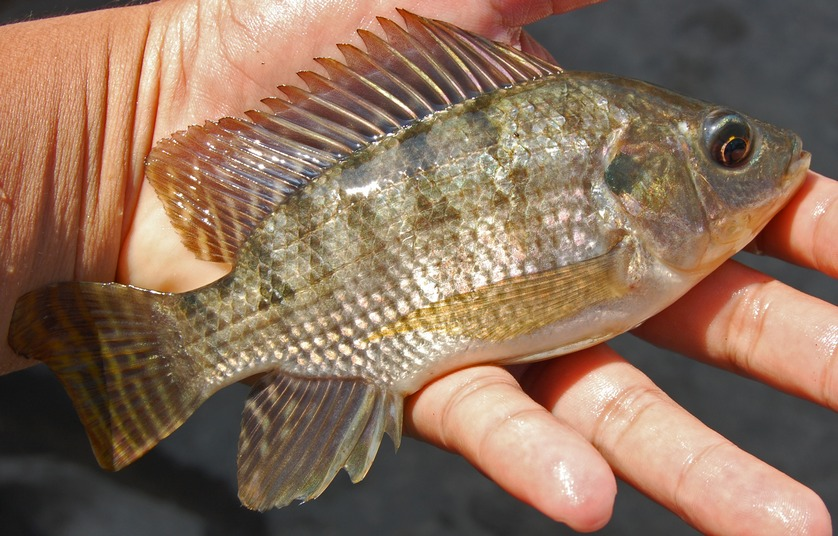
Esemplare femmina

### Alimentazione
La tilapia del Nilo è principalmente un'erbivora, con tendenze onnivore, soprattutto da giovane. Si nutrono principalmente di fitoplancton e alghe e in alcune popolazioni sono importanti anche altre macrofite. Altri prodotti alimentari documentati sono i detriti e le larve di insetti acquatici, comprese quelle delle zanzare, il che rende questo pesce un possibile strumento nella lotta contro la malaria in Africa. Tuttavia, quando introdotto al di fuori del suo areale nativo, diventa spesso invasivo, minacciando specie più localizzate.
La tilapia del Nilo si nutre tipicamente durante il giorno, il che suggerisce che, similmente alla trota e al salmone, mostra una risposta comportamentale alla luce come fattore principale che contribuisce all'attività alimentare. A causa del suo rapido tasso di riproduzione, tuttavia, ciò si traduce spesso nella sovrappopolazione. Per ottenere i nutrienti necessari, l'alimentazione notturna può avvenire anche a causa della competizione per il cibo durante il giorno. Uno studio recente ha trovato prove che, contrariamente alla credenza popolare, il dimorfismo nelle dimensioni tra i sessi deriva da un'efficienza di conversione del cibo differenziale piuttosto che dalle diverse quantità di cibo ingerito. Quindi, sebbene maschi e femmine mangino la stessa quantità di cibo, i maschi tendono a divenire più grandi a causa di una maggiore efficienza nel convertire il cibo in peso corporeo.

### Comportamento sociale
I banchi di tilapia del Nilo stabiliscono gerarchie sociali in cui i maschi dominanti hanno la priorità sia per il cibo che per l'accoppiamento. I nidi circolari vengono costruiti prevalentemente dai maschi scavando nel fondale con la bocca per diventare futuri siti di deposizione delle uova. Questi nidi diventano poi luoghi di intensi rituali di corteggiamento e cura parentali. Come altri pesci, la tilapia del Nilo si muove quasi esclusivamente in banchi. Sebbene i maschi si sistemino nelle loro zone di nidificazione predisposte, le femmine si muovono tra le zone per trovare un compagno, con conseguente competizione tra i maschi per le femmine.
Come altre tilapie, come la tilapia del Mozambico, il dominio tra i maschi viene stabilita prima attraverso display senza contatto come display laterale e battiti della coda. I tentativi infruttuosi di riconciliare la gerarchia si traducono in un combattimento violenti. È stato osservato che la tilapia del Nilo modifica il proprio comportamento di combattimento in base alle esperienze durante lo sviluppo. Pertanto, l'esperienza in una certa forma di comportamento agonistico si traduce in un'aggressività differenziale tra gli individui. Una volta stabilita la gerarchia sociale all'interno di un gruppo, i maschi dominanti godono dei vantaggi sia di un maggiore accesso al cibo sia di un maggior numero di compagne. Tuttavia, le interazioni sociali tra maschi in presenza di femmine si traducono in maggiori spese energetiche come conseguenza del corteggiamento e della competizione sessuale.

### Riproduzione
Tipicamente a come accade nella maggior parte dei pesci, la tilapia del Nilo si riproduce attraverso la deposizione di una massa di uova all'interno di un nido realizzato dal maschio. In una tale disposizione, la territorialità e la competizione sessuale tra i maschi portano a grandi variazioni nel successo riproduttivo per gli individui in un gruppo. La conseguenza genetica di tale comportamento è una ridotta variabilità genetica a lungo termine, poiché è probabile che la consanguineità si verifichi tra generazioni diverse a causa del diverso successo riproduttivo maschile. Forse spinte dalla competizione riproduttiva, le tilapie si riproducono entro pochi mesi dalla nascita. L'età relativamente giovane della maturazione sessuale all'interno della tilapia del Nilo porta a tassi di natalità e turnover elevati. Di conseguenza, il rapido tasso di riproduzione degli individui può effettivamente avere un impatto negativo sul tasso di crescita, portando alla comparsa di tilapia stentata a seguito di una riduzione della crescita somatica a favore della maturazione sessuale.
Le femmine, in presenza di altre femmine sia visivamente che chimicamente, mostrano intervalli di riproduzione incrociata ridotti. Sebbene l'investimento genitoriale da parte di una femmina prolunghi il periodo di riproduzione incrociata, le femmine di tilapia che abbandonano i loro piccoli alle cure di un maschio ottengono il vantaggio di un aumento dei periodi di riproduzione incrociata. Uno dei possibili scopi alla base di questo meccanismo è aumentare il vantaggio riproduttivo delle femmine che non devono prendersi cura dei piccoli, consentendo loro maggiori opportunità di deporre le uova. Per i maschi, il vantaggio riproduttivo va ai maschi dominanti. I maschi hanno livelli differenziali di ormoni gonadotropici responsabili della spermatogenesi, con maschi dominanti che hanno livelli più elevati di ormoni. Pertanto, la selezione ha favorito una maggiore produzione di sperma con maschi di maggior successo. Allo stesso modo, i maschi dominanti hanno sia il miglior territorio in termini di risorse sia il maggior accesso alle compagne. Inoltre, la comunicazione visiva tra gli accoppiamenti di tilapia del Nilo stimola e modula il comportamento riproduttivo tra i partner come il corteggiamento, la frequenza di deposizione delle uova e la costruzione del nido.

### Cure parentali
Le specie appartenenti al genere Oreochromis in genere si prendono cura dei loro piccoli attraverso l'incubazione orale delle uova e delle larve. Analogamente ad altre tilapia, le tilapia del Nilo incubano nella bocca materna e, pertanto, vengono fornite cure estese quasi esclusivamente dalla femmina. Dopo la deposizione delle uova in un nido fatto da un maschio, gli avannotti o le uova vengono portati in giro nella bocca della madre per un periodo di 12 giorni. A volte, la madre mantiene i piccoli in bocca se crede che non siano pronti per il mondo esterno. Le tilapie del Nilo dimostrano anche cura parentali in tempi di pericolo. Quando vengono avvicinati da un pericolo, i giovani spesso nuotano nella protezione fornitagli della bocca materna. Tuttavia, l'incubazione orale porta a significative modificazioni metaboliche per i genitori, di solito la madre, come riflesso dalle fluttuazioni del peso corporeo e dalla scarsa forma fisica. Pertanto, il conflitto tra genitori e figli può essere osservato attraverso i costi e i benefici dell'emorragia orale. La protezione dei giovani garantisce il passaggio dei geni di un individuo alle generazioni future, ma prendersi cura dei giovani riduce anche l'idoneità riproduttiva di un individuo.
Poiché le femmine di tilapia del Nilo che esibiscono cure parentali mostrano periodi di proliferazione prolungati, uno dei vantaggi è rallentare la vitellogenesi (deposizione di tuorlo) per aumentare il tasso di sopravvivenza dei propri piccoli. Le dimensioni delle uova deposte è direttamente correlata ai vantaggi in termini di tempo di schiusa, crescita, sopravvivenza e inizio dell'alimentazione, poiché un aumento delle dimensioni delle uova significa un aumento dei nutrienti per i giovani in via di sviluppo. Pertanto, uno dei motivi alla base di un periodo di interpolazione ritardato da parte delle femmine di tilapia del Nilo potrebbe essere a beneficio della sopravvivenza della prole.

## Tassonomia
Sebbene FishBase consideri la specie monotipica, molte popolazioni distintive sono spesso riconosciute come sottospecie valide:
- O. n. niloticus (Linnaeus, 1758) - la maggior parte dell'areale della specie
- O. n. baringoensis Trewavas, 1983 - Lago Baringo, Kenya
- O. n. cancellatus Nichols, 1923) - Bacino sommerso in Etiopia
- O. n. eduardianus (Boulenger, 1912) - Laghi della Rift Valley Albertina
- O. n. filoa Trewavas, 1983 - sorgenti termali nel bacino Awash, Etiopia
- O. n. sugutae Trewavas, 1983 - fiume Suguta, Kenya
- O. n. tana Seyoum e Kornfield, 1992 - Lago Tana, Etiopia
- O. n. vulcani Trewavas, 1933 - Lago Turkana, Etiopia e Kenya

Sebbene la specie sia nel complesso molto diffusa e comune, la IUCN considera O. n. baringoensis in pericolo, O. n. sugutae come vulnerabile, mentre per O. n. filoa non si hanno dati sufficienti per dare una classificazione.
Una popolazione trovata nel lago Bogoria sembra essere una sottospecie non ancora descritta.
Anche le forme denominate Oreochromis (o Tilapia) nyabikere e kabagole sembrano appartenere a questa specie. Una popolazione non descritta che si trova, ad esempio, nel fiume Wami, nel lago Manyara e nel Tingaylanda sembra essere un suo parente stretto.

## Acquacoltura

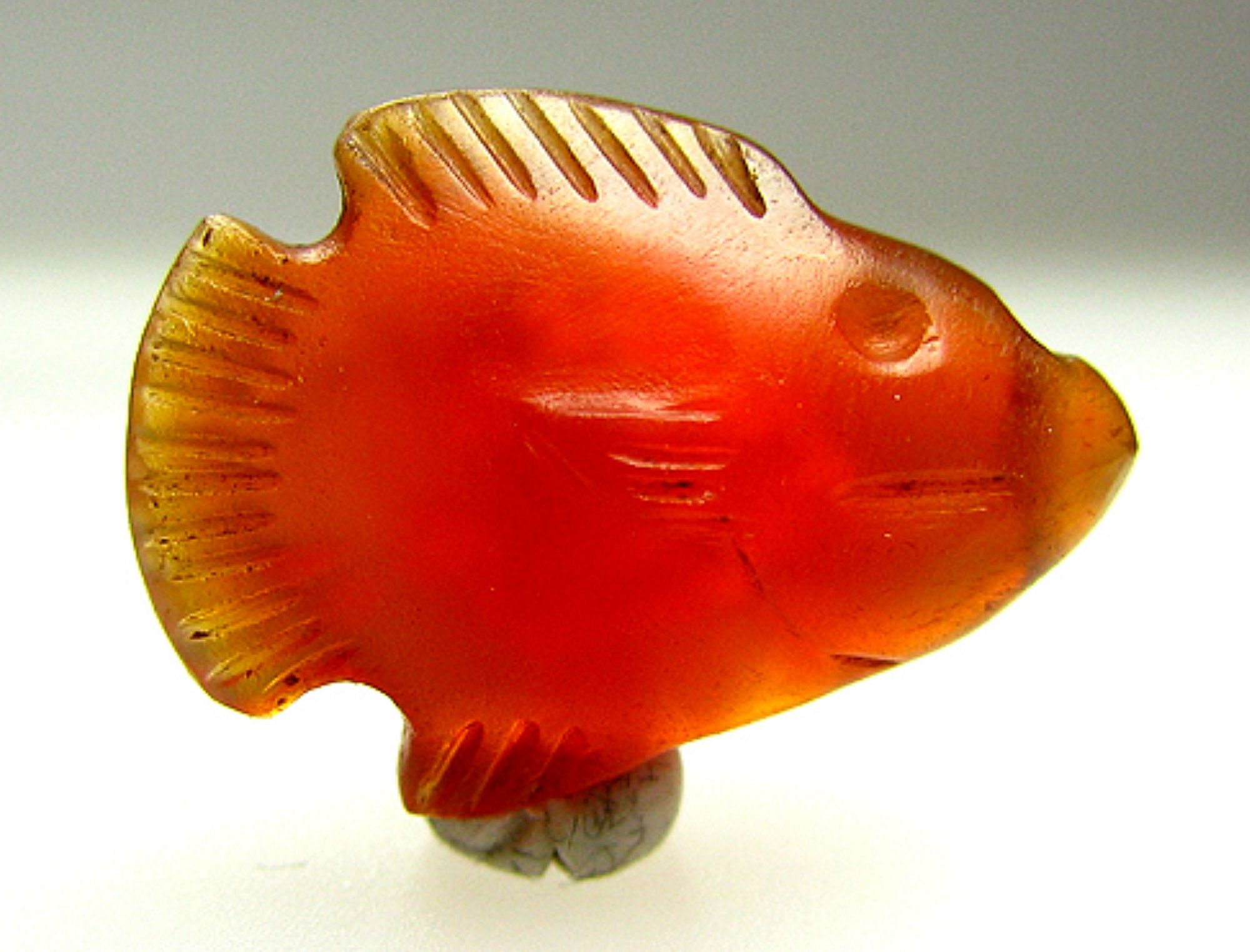
Un amuleto egiziano del Nuovo Regno a forma di geroglifico di tilapia risalente a circa 1350/1320 a.C.

La tilapia, probabilmente la tilapia del Nilo, era ben nota come alimento ittico nell'antico Egitto e comunemente rappresentata nella loro arte (dipinti e sculture). Ciò include un'illustrazione di una tomba di 4000 anni che li mostra in stagni artificiali, probabilmente una prima forma di acquacoltura. Nell'acquacoltura moderna, la tilapia del Nilo di tipo selvatico non viene allevata molto spesso perché il colore scuro della loro carne è indesiderabile per molti clienti, così come la loro nomea di pesce spazzatura. Tuttavia, crescono rapidamente e producono ottimi filetti; le razze leucistiche ("rosse") hanno carni più chiare, sviluppate per contrastare il disgusto dei consumatori per la carne più scura.
Lo stock ibrido è utilizzato anche in acquacoltura; Gli ibridi di Tilapia del Nilo × Tilapia blu sono generalmente piuttosto scuri, ma una razza ibrida di colore chiaro nota come tilapia "Rocky Mountain White" viene spesso allevata a causa della sua carne molto leggera e della tolleranza alle basse temperature.

## Pesca

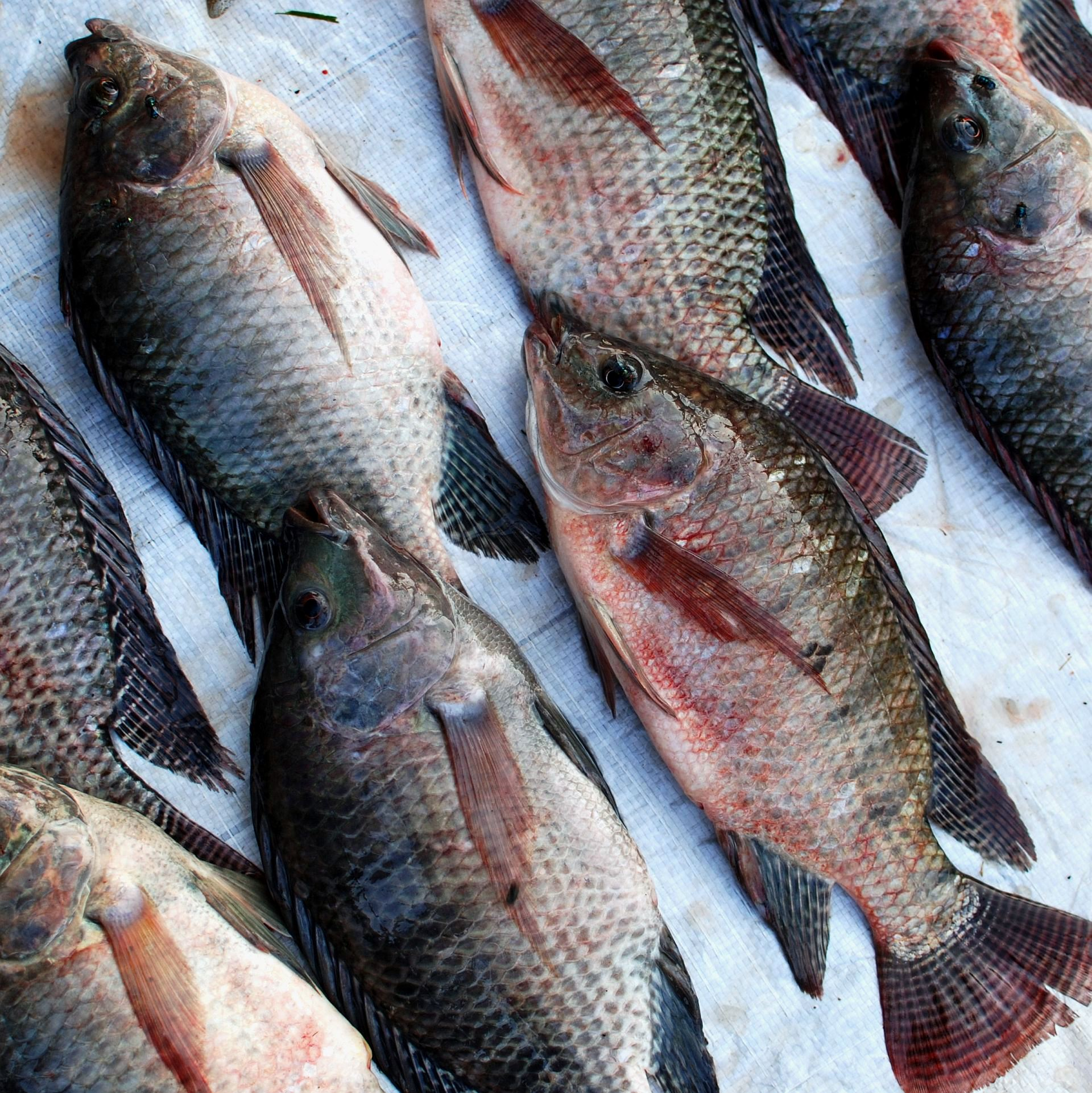
Pla nin dal vivo su un tavolo in un mercato thailandese

L'ibrido rosso della tilapia del Nilo è conosciuto in thailandese come pla thapthim (thailandese: ปลา ทับทิม), che significa "pesce melograno" o "pesce rubino". Questo tipo di tilapia è molto popolare nella cucina thailandese, dove viene preparata in vari modi.
La tilapia pla nin a strisce bianche e nere (tailandese: ปลา นิล), che significa "pesce del Nilo", ha una carne più scura ed è comunemente salata e grigliata o fritta, e può anche essere cotta al vapore con lime (pla nin nueng manao).
La tilapia del Nilo, chiamata بلطي bulṭī in arabo, è (essendo originaria dell'Egitto) tra i pesci più comuni nella cucina egiziana, e probabilmente il più comune nelle regioni lontane dalla costa. È generalmente pastellato e fritto in padella (بلطي مقلي bulṭī maqlī maʔliː) o intero alla griglia (بلطي مشوي bulṭī mashwī maʃwiː). Come altri pesci in Egitto, viene generalmente servito con riso cotto con cipolle e altri condimenti per rendere la carne rossa.
In Israele, la tilapia del Nilo è comunemente fritta, grigliata o cotta con verdure, erbe e spezie e mangiata con riso o pilaf di bulgur. Viene anche cotto al forno con salsa tahini condita con patate, cipolle, asparagi, peperoni o pomodori e aromatizzato con sommacco e menta secca.
La tilapia, spesso allevata, è un pesce popolare e comune nei supermercati negli Stati Uniti. In India, la tilapia del Nilo è il pesce predominante in alcuni bacini idrici dell'India meridionale e disponibile tutto l'anno. O. niloticus cresce più velocemente e raggiunge dimensioni maggiori in un dato periodo. Le aree litorali del bacino di Kelavarappalli sono ricche di nidi di tilapia del Nilo e si riproducono durante i monsone di sud-ovest (luglio-settembre). I pesci si nutrono principalmente di detriti. Occasionalmente, all'interno dell'intestino di una tilapia sono stati ritrovati zooplancton, fitoplancton e macrofite. La domanda è elevata, soprattutto da parte dei poveri locali, poiché questo pesce è accessibile alla fascia di reddito più basso in quest'area.